# اندیس سنگ تزئینی غرب گردوسفلی
سنگ تزئینی غرب گردوسفلی یک اندیس مصالح ساختمانی است که در حوالی شهر هفت سان استان چهارمحال و بختیاری قرار دارد و مادهٔ معدنی موجود در آن، سنگ تزئینی است. سنگ میزبان این اندیس سنگ آهک است و دیرینگی آن به دوران الیگومیوسن می‌رسد.